# Whiteshill (Stroud)
Whiteshill – wieś w Anglii, w hrabstwie Gloucestershire. Leży 12 km na południe od miasta Gloucester i 149 km na zachód od Londynu.